# Лідери країн Осі

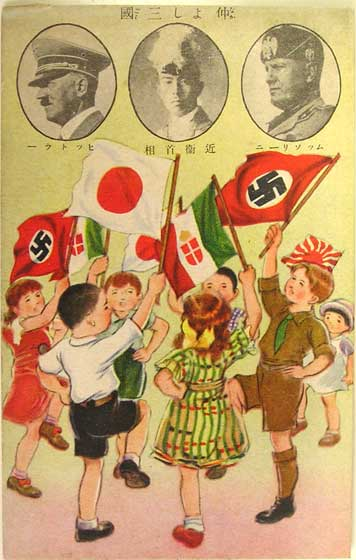
Адольф Гітлер, Беніто Муссоліні та імператор Хірохіто, прапори Третього Рейху, Італії та Японії (поштівка, період Сьова).

Лідери країн Осі були важливими діячами Другої світової війни. Військовий союз, відомий як «Країни Осі», був укладений у Берліні 27 вересня 1940. Під час війни також з'явилося багато держав-сателітів. Наприкінці війни більшість лідерів було засуджено за військові злочини. Головними лідерами були Адольф Гітлер, Беніто Муссоліні та імператор Хірохіто. На відміну від лідерів-союзників, вони ніколи не збиралися на спільну зустріч, хоч лідери Німеччини та Італії і влаштовували регулярні зустрічі.

## Болгарське царство (1941—1944)

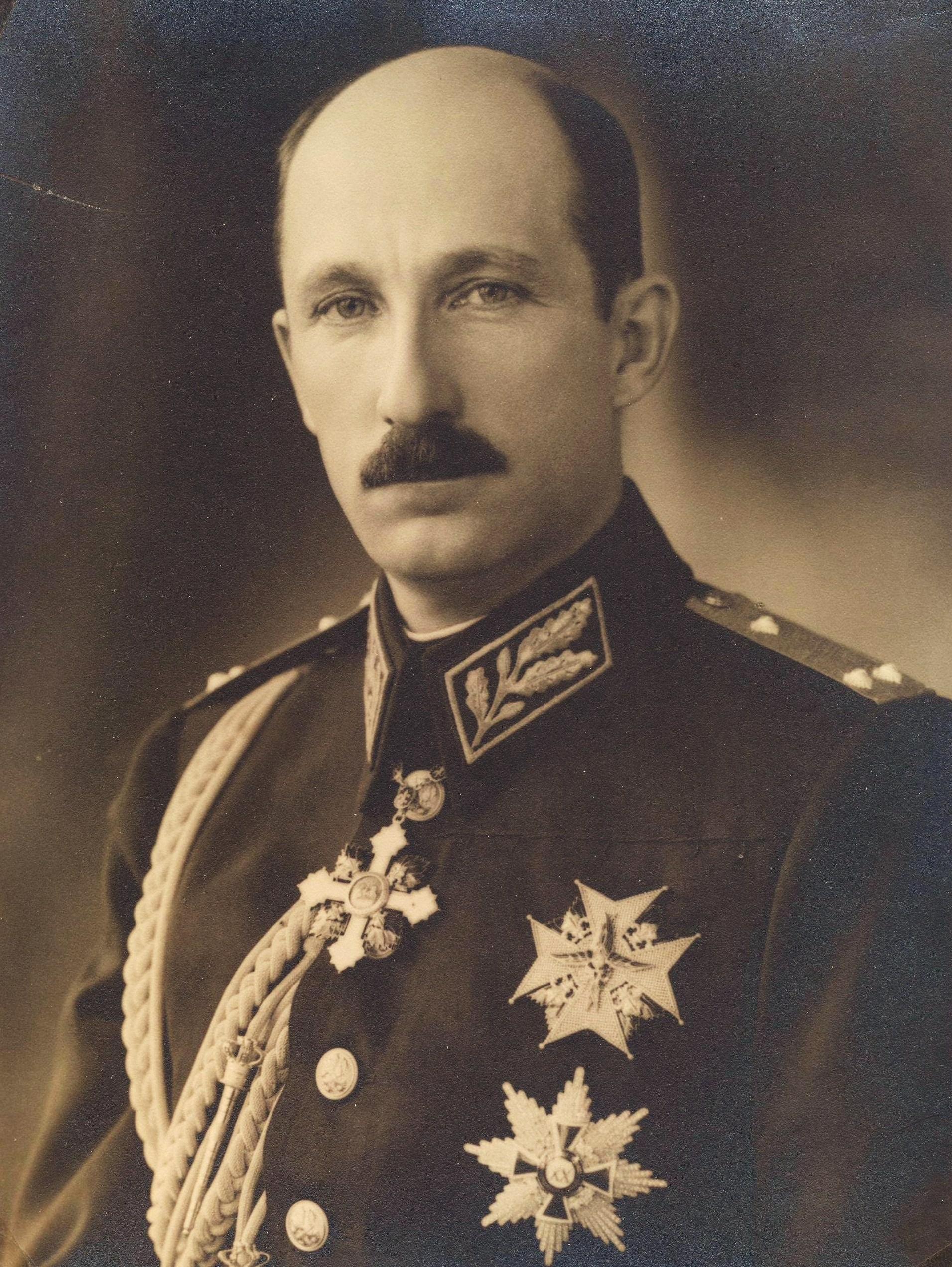
Цар Борис III.

- Борис III — цар Болгарії з 3 жовтня 1918 до 28 серпня 1943 року.
- Симеон II — царював у 1943—1946 роках. Королівська родина жила в палаці «Врана» під домашнім арештом.
- Кирил, 28 серпня 1943 став головою Регентської ради.
- Богдан Філов, 39-й прем'єр-міністр країни.
- Добри Божилов, прем'єр-міністр країни (1943—1944).
- Іван Багрянов, прем'єр-міністр країни (1944).
- Константин Муравієв, прем'єр-міністр країни (вересень 1944).
- Кімон Георгієв, прем'єр-міністр країни (1934—1935 та 1944—1946).
- Александр Цанков, прем'єр-міністр (1923—1926).

## Королівство Ірак (1941)
- Фейсал II, король Іраку.
- Рашид Алі аль-Гайлані, прем'єр-міністр країни.
- Амін аль-Хусейні, колишній муфтій Єрусалима, очолював військовий переворот в Іраку.

## Іран (1941)
- Реза Шах Пахлаві, 34-й шаханшах Ірану.
- Мохаммед Алі Форугі, прем'єр-міністр країни.

## Королівство Італія (1940—1943), Соціальна республіка (1943—1945)

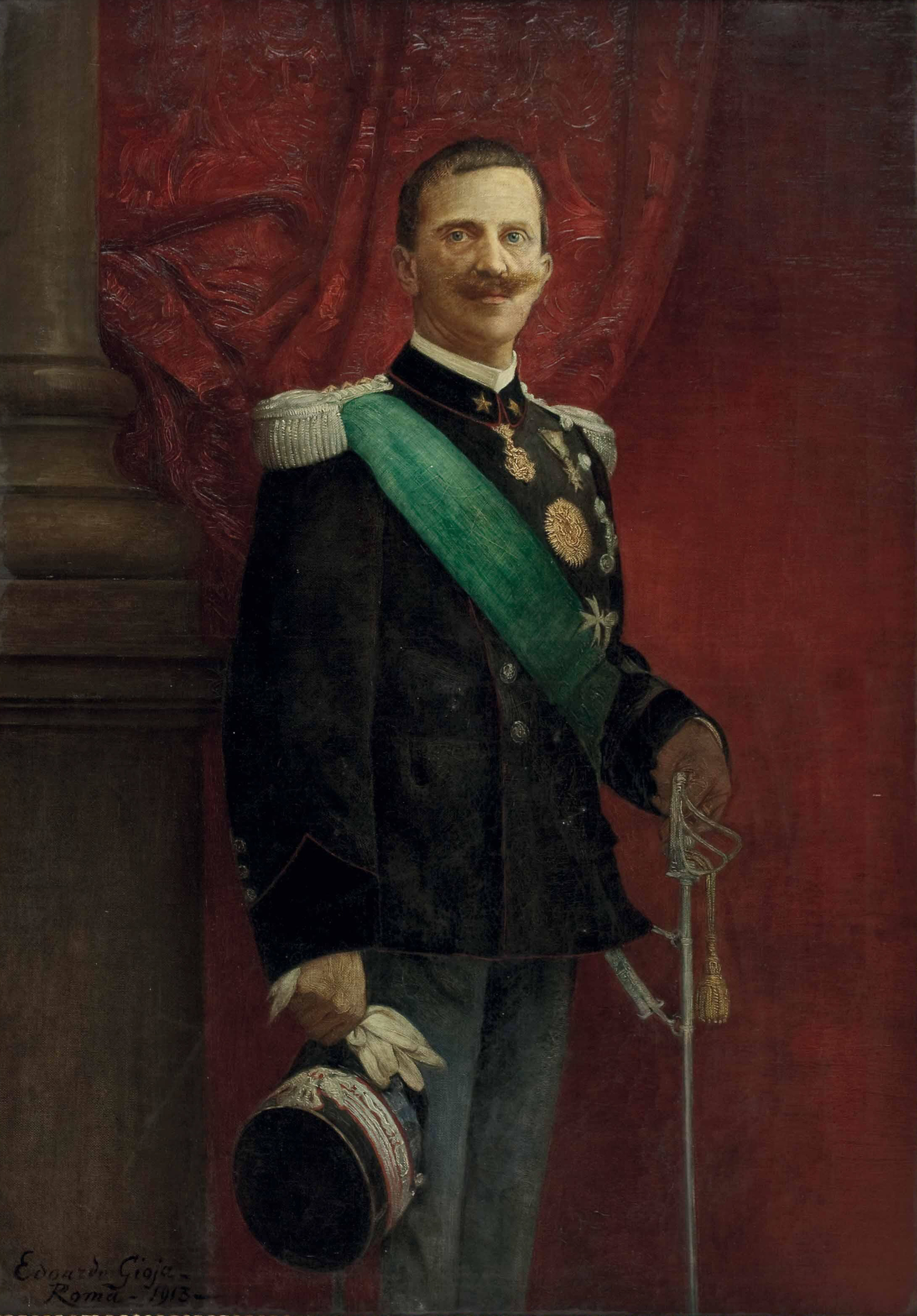
Віктор Емануїл III

- Віктор Емануїл III, король Італії, імператор з 1935. Підтримав Беніто Муссоліні під час Маршу на Рим, призначив його Головою Ради Міністрів. В 1943, при наближенні військ союзників до Риму, король підтримав рішення Великої фашистської ради змістити і заарештувати дуче.
- Беніто Муссоліні, фашистський диктатор Італії з 1922 по 1943 роки, 40-й Голова Ради Міністрів Італії. Став фактичним главою італійської держави, незважаючи на наявність де-юре правлячого монарха Віктора Еммануїла III. Слідом за поразками італійців на всіх фронтах та після висадки англо-американських військ у Сицилії 1943 року, більшість соратників Муссоліні відвернулася від нього на Великій фашистській раді 25 липня 1943 року. Це дозволило королю відправити його у відставку та заарештувати. Визволений німцями через кілька місяців, Муссоліні заснував республіканську фашистську державу (Італійську соціальну республіку) на півночі Італії. 28 квітня був страчений комуністичним партизанським загоном.
- П'єтро Бадольо — італійський маршал, брав участь у захопленні Ефіопії. Після скинення Муссоліні знаходився у 1943—1944 на чолі італійського уряду, оголосив війну Німеччині.
- Італо Гарібольді — командувач італійськими військами у Сталінградській битві.
- Ініго Кампіоні — адмірал Королівських ВМС Італії, учасник нападу на Таранто, боїв біля мису Спартівенто та Калабрії.
- Анджело Якіно — наступник Кампіоні на посаді командувача Королівських ВМС.
- Італо Бальбо — маршал авіації в уряді Муссоліні, один з піонерів італійської авіації та губернатор Лівії.
- Галеаццо Чіано, міністр пропаганди у 1935—1936 роках; міністра закордонних справ.
- Родольфо Граціані — головнокомандувач військами в Північній Африці, міністр Італійської соціальної республіки, командував армією «Лігурія».
- Джованні Мессе — начальник штабу Італійської армії, призначений командиром Італійського експедиційного корпусу в Росії (італ. Corpo di Spedizione Italiani in Russia — CSIR). Також воював у Тунісі.

## Третій Рейх

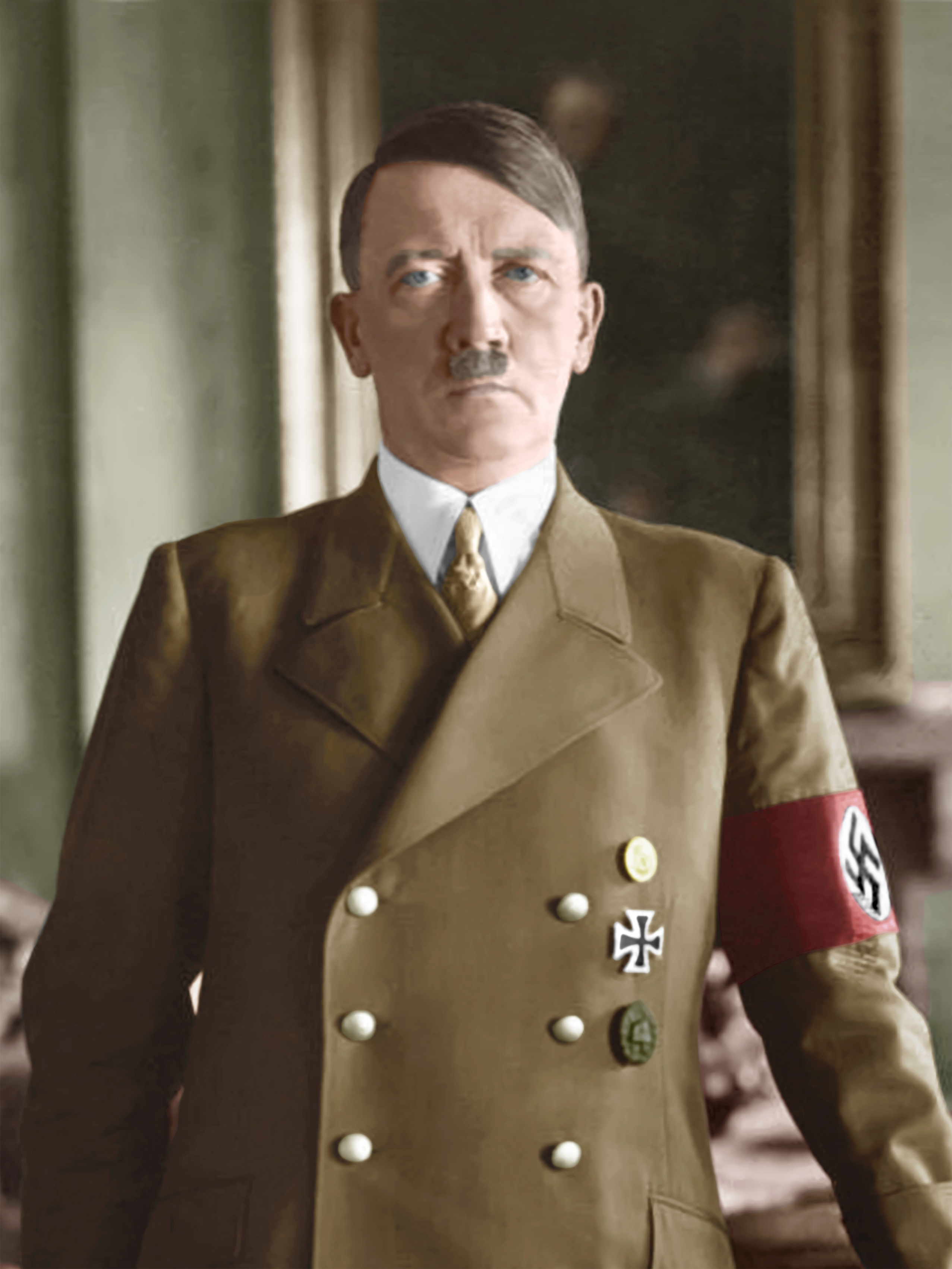
Адольф Гітлер

- Адольф Гітлер — Фюрер Великої Німеччини, 23-й Райхсканцлер Німеччини з 30 січня 1933 до власного самогубства 30 квітня 1945. Провідник Націонал-соціалістичної робітничої партії Німеччини (НСДАП), один із ідеологів національного соціалізму. Ідеолог антисемітизму, котрий призвів до голокосту.
- Йозеф Геббельс — Імперський міністр народної освіти і пропаганди (1933—1945). 24-й Рейхсканцлер Німеччини з 30 квітня 1945 до власного самогубства 1 травня 1945.
- Карл Деніц — грос-адмірал. Головнокомандувач військово-морськими силами Третього Рейху (1943—1945), рейхспрезидент і головнокомандувач збройними силами Третього Рейху (з 30 квітня по 23 травня 1945 року).
- Людвіг Шверін фон Крозіг спільно з грос-адміралом Карлом Деніцем сформував т. зв. «Фленсбургський уряд», де обіймав посади головного міністра (прем'єр-міністра) та міністра закордонних справ аж до його розпуску 23 травня 1945 року.
- Герман Герінг — рейхсмаршал Великогерманського Рейху. Головнокомандувач військово—повітряними силами Третього Рейху, Голова Рейхстагу; рейхсміністр авіації. 23 квітня 1945 року, за наказом фюрера, знятий з усіх займаних посад і поміщений під домашній арешт.
- Генріх Гіммлер — керівник Головного управління імперської безпеки. Очолював Захисні загони (SS) та Gestapo. Організовував «Остаточне розв'язання єврейського питання» та нацистські концентраційні табори, а також Айнзатцгрупи. Один із головних нацистських воєнних злочинців.
- Йоахім фон Ріббентроп — рейхсміністр закордонних справ.
- Мартін Борман — начальник Партійної канцелярії НСДАП; Рейхсляйтер; Рейхсміністр без портфеля. Секретар фюрера.
- Рудольф Гесс — один з керівників нацистської Німеччини, заступник фюрера у партії, нацист «номер три».
- Альберт Шпеєр — один із провідних архітекторів націонал-соціалістичної Німеччини. Міністр озброєнь і військової промисловості.
- Альфред Розенберг — обергрупенфюрер СА. Рейхсляйтер, керівник зовнішньополітичного управління НСДАП, уповноважений фюрера з контролю за загальним духовним і світоглядним вихованням НСДАП. Рейхсміністр східних окупованих територій (1941—1945).
- Рейнгард Гейдріх — 1-й керівник Головного управління імперської безпеки, начальник Головного управління імперської безпеки (1939—1942), заступник імперського протектора Богемії і Моравії (1941—1942). Обергрупенфюрер СС і генерал поліції (1941).
- Ернст Кальтенбруннер — керівник Головного управління імперської безпеки та статс-секретар імперського міністерства внутрішніх справ Німеччини (1943—1945), обергрупенфюрер СС і генерал поліції (1943), генерал військ СС (1944).
- Вільгельм Канаріс — адмірал (1940), начальник абверу (служби військової розвідки і контррозвідки) Третього Рейху (1935—1944). Один з видатних офіцерів-опозиціонерів, був причетний до замаху на Гітлера, і за це страчений.
- Вільгельм Кейтель — начальник штабу Верховного головнокомандування збройними силами Німеччини (1938—1945), генерал-фельдмаршал (1940). Підписав акт про капітуляцію Німеччини. Засуджений Міжнародним військовим трибуналом в Нюрнберзі і страчений через повішення.
- Альфред Йодль — начальник оперативного відділу Верховного головнокомандування збройними силами Німеччини (ОКВ).
- Франц Гальдер — начальник генерального штабу сухопутних військ Третього Рейху (1938—1942). 23 липня 1944 року був заарештований за підозрою у причетності до змови проти Гітлера.
- Курт Цейтцлер — начальник штабу сухопутних військ.
- Вальтер фон Браухіч — генерал-фельдмаршал, головнокомандувач Сухопутними військами вермахту (1938—1941).
- Еріх Редер — грос-адмірал (1939), головнокомандувач Військово-морських сил Крігсмаріне (1935—1943).
- Федор фон Бок — командувач групи армій «Північ» у 1939 році під час завоювання Польщі, групи армій «В» у 1940 році, Французької кампанії, групи армій «Центр» у 1941 році й групи армій «Південь» у 1942 році в ході війни проти СРСР.
- Альберт Кессельрінг генерал-фельдмаршал Люфтваффе (1940). Командував повітряним флотом під час агресії проти Польщі, Франції і СРСР, з грудня 1941 по травень 1945 головнокомандувач військами Південного Заходу (Середземномор'я, Італія) і Заходу (Західна Німеччина).
- Герд фон Рундштедт — генерал-фельдмаршал (1940) Вермахту. На початковій фазі операції «Барбаросса» командував групою армій «Південь». З 1942 з перервами керував військами Вермахту на Західному театрі воєнних дій.
- Еріх фон Манштейн — генерал-фельдмаршал (1942) Вермахту.
- Гайнц Вільгельм Гудеріан — генерал-полковник німецької армії (1940), військовий теоретик.
- Ервін Роммель — генерал-фельдмаршал (1942) Вермахту. Командир 7-ї танкової дивізії в ході Французької кампанії 1940 року, командував німецько-італійськими військами в Північно-Африканській кампанії, очолював війська Вермахту, що протистояли союзникам у ході вторгнення в Нормандію. Один зі змовників заколоту проти Гітлера 20 липня 1944.
- Вальтер Модель командував танковими з'єднаннями в європейських кампаніях, оперативно-стратегічними об'єднаннями під час війни з Радянським Союзом.
- Ганс-Юрген фон Арнім командував німецькими військами під час Північно-Африканської кампанії. 12 травня 1943 взятий в полон в Тунісі британськими військами.

## Румунське королівство (1941—1944)
- Іон Антонеску — в 1940—1944 роках глава держави і прем'єр-міністр, фактично диктатор, маршал Румунії, прихильник союзу з III Рейхом. У 1946 страчений як воєнний злочинець.
- Міхай I — король Румунії в 1927—1930 і 1940—1947 роках. У серпні 1944 року, об'єднавшись з антифашистської опозицією, наказав заарештувати Антонеску і пронімецьких генералів і оголосив війну Німеччині.
- Константин Сенетеску — прем'єр-міністр країни.
- Ніколае Редеску — прем'єр-міністр країни.
- Петре Думітреску — командувач 3-ї армії.
- Константин Константинеску-Клапс — корпусний генерал, командувач 4-ї армії.
- Еманоїл Іонеску — авіаційний командувач.
- Хорія Мачелларіу — контр-адмірал військово-морських сил.
- Хорія Сіма — очолив прогітлерівський «уряд у вигнанні».

## Сан-Марино (1940—1943)
- Джульяно Ґозі — капітан-регент у 1941—1942 (фактично у 1922—1944).

## Королівство Таїланд (1940—1945)
- Ананда Махідол — восьмий монарх Таїланду, перебував у Швейцарії. Повернувся у Таїланд у 1945 році.
- Плек Пібунсонграм — прем'єр-міністр Таїланду (1938—1944 та 1948—1957), фельдмаршал.
- Пріді Паноміонг, прем'єр-міністр країни.
- Куанг Апайвонг, прем'єр-міністр країни.

## Королівство Угорщина (1940—1945)

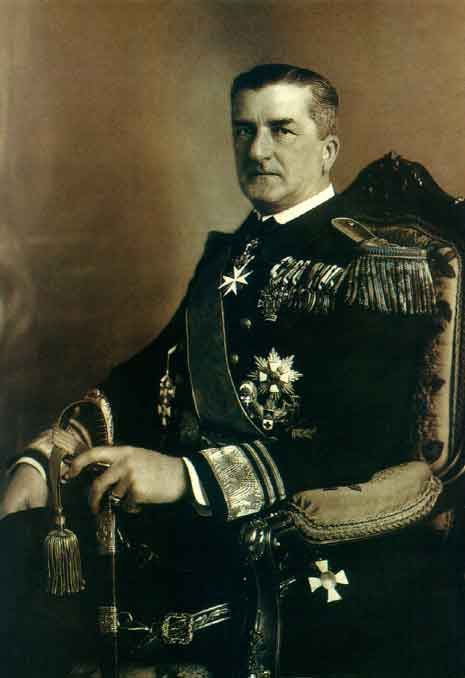
Горті Міклош

- Міклош Горті — регент Королівства Угорщина (1920—1944)
- Ласло Бардошші, прем'єр-міністр Угорщини в 1941—1942.
- Міклош Каллаї, прем'єр-міністр Угорщини в 1942—1944.
- Деме Стояї, прем'єр-міністр Угорщини в 1944.
- Геза Лакатош — угорський генерал, з 29 серпня до 15 жовтня 1944 обіймав посаду прем'єр-міністра Угорщини під контролем Й. Сталіна.
- Ференц Салаші — засновник Партії схрещених стріл. Прем'єр-міністр Угорщини (1944).
- Бела Міклош — генерал Королівської Угорської Армії, прем'єр-міністр маріонеткового уряду Угорщини в 1944—1945 роках, створеного сталіністами.
- Ференц Сомбатхеї — начальник Генерального штабу і, одночасно, Головнокомандувач збройних сил.

## Фінляндія (1941—1944)
- Кюесті Калліо — 4-ий Президент Фінляндії 1937—1940. Також чотири рази прем'єр-міністр Фінляндії (1922—1924, 1925—1926, 1929—1930, 1936—1937) та шість разів спікер Парламенту Фінляндії.
- Рісто Рюті — 5-ий Президент Фінляндії (19 грудня 1940 — 4 серпня 1944). Очолював фінську державу під час війни з СССР. З 1 грудня 1939 до 19 грудня 1940 — прем'єр-міністр Фінляндії.
- Карл Густав Маннергейм — фельдмаршал Фінляндії (1933), з 1942 — маршал Фінляндії (почесне звання).

## Японська імперія

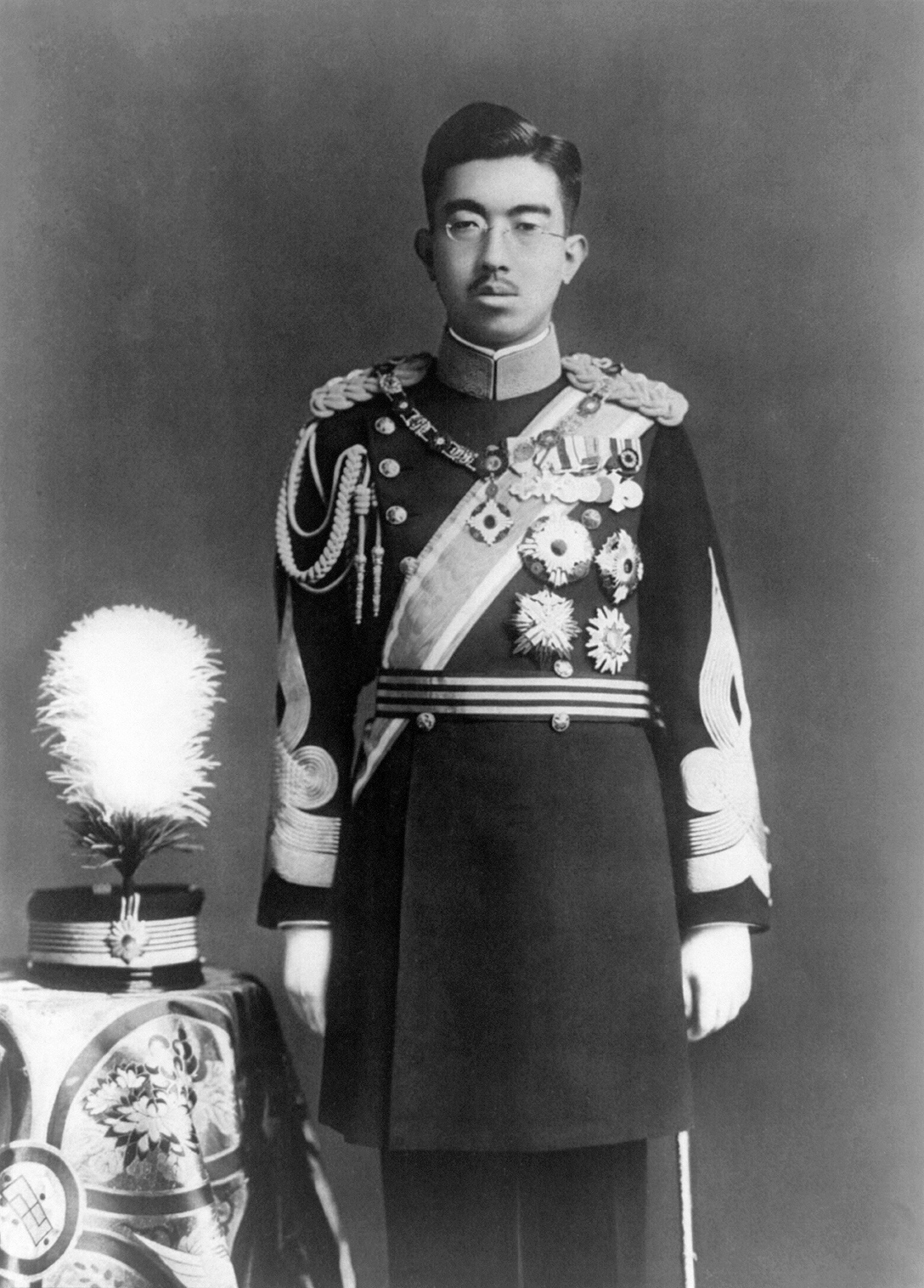
Хірохіто

- Хірохіто (Імператор Сьова, прижиттєве ім'я — Хірохі́то) — 124-й Імператор Японії, синтоїстське божество.
- Коное Фумімаро — 34-й (4 червня 1937 — 5 січня 1939), 38-й (22 липня 1940 — 18 липня 1941) і 39-й (18 липня — 18 жовтня 1941) прем'єр-міністр Японії.
- Хіранума Кійтіро — прем'єр-міністр у 1939. В 1946 році заарештований, засуджений на Токійському процесі на довічне ув'язнення.
- Абе Нобуюкі — генерал Імперської армії, очолював Корейське генерал-губернаторство, Прем'єр-міністр Японії.
- Йонай Міцумаса — адмірал. Міністр флоту Японії (2 лютого 1937 — 5 січня 1939, 22 липня 1944 — 9 жовтня 1945). 26-й прем'єр-міністр Японії (16 січня — 22 липня 1940).
- Тодзьо Хідекі — генерал Імперської армії. 40-й прем'єр-міністр Японії (18 жовтня 1941 — 18 липня 1944). Командувач військової поліції Квантунської армії (1935—1937) і командир штабу Квантунської армії (1937—1938). Представник фракції контролю в японській армії. Усупереч законодавству одночасно займав посади міністра армії (1940—1944) і голови Генерального штабу армії (1944). Під час прем'єрства одночасно був 64-м міністром печатки (1941—1942), 66-м міністром закордонних справ (1942), 57-м міністром культури (1943), 25-м міністром торгівлі й промисловості (1943) й 1-м міністром озброєнь (1943—1944). Склав повноваження через невдачі на фронті.
- Коїсо Куніакі — прем'єр-міністр.
- Судзукі Кантаро — прем'єр-міністр.
- Аракі Садао — міністр армії (1931—1934), 53-й міністр культури (1938—1939).
- Принц Котохіто — командувач Імперської армії. Під час командування сталася різанина в Нанкіні, використовувалася хімічна зброя.
- Хадзіме Сугіяма — військовий міністр, маршал.
- Принц Хіроясу Фусіма — командувач Імперського флоту. Під час командування відбулося стратегічне бомбардування міст Шанхай та Гуанчжоу.
- Наґано Осамі — начальник генерального штабу Імперського флоту у 1941—1944.
- Ісороку Ямамото — адмірал флоту (18 квітня 1943, посмертно), маршал Японії (18 квітня 1943, посмертно), Головнокомандувач Об'єднаного флоту.
- Ямашіта Томоюкі керував військами в Маньчжурії, Китаї, Малайзії, Сингапурі та Філіппінах.

## Протекторати та сателіти

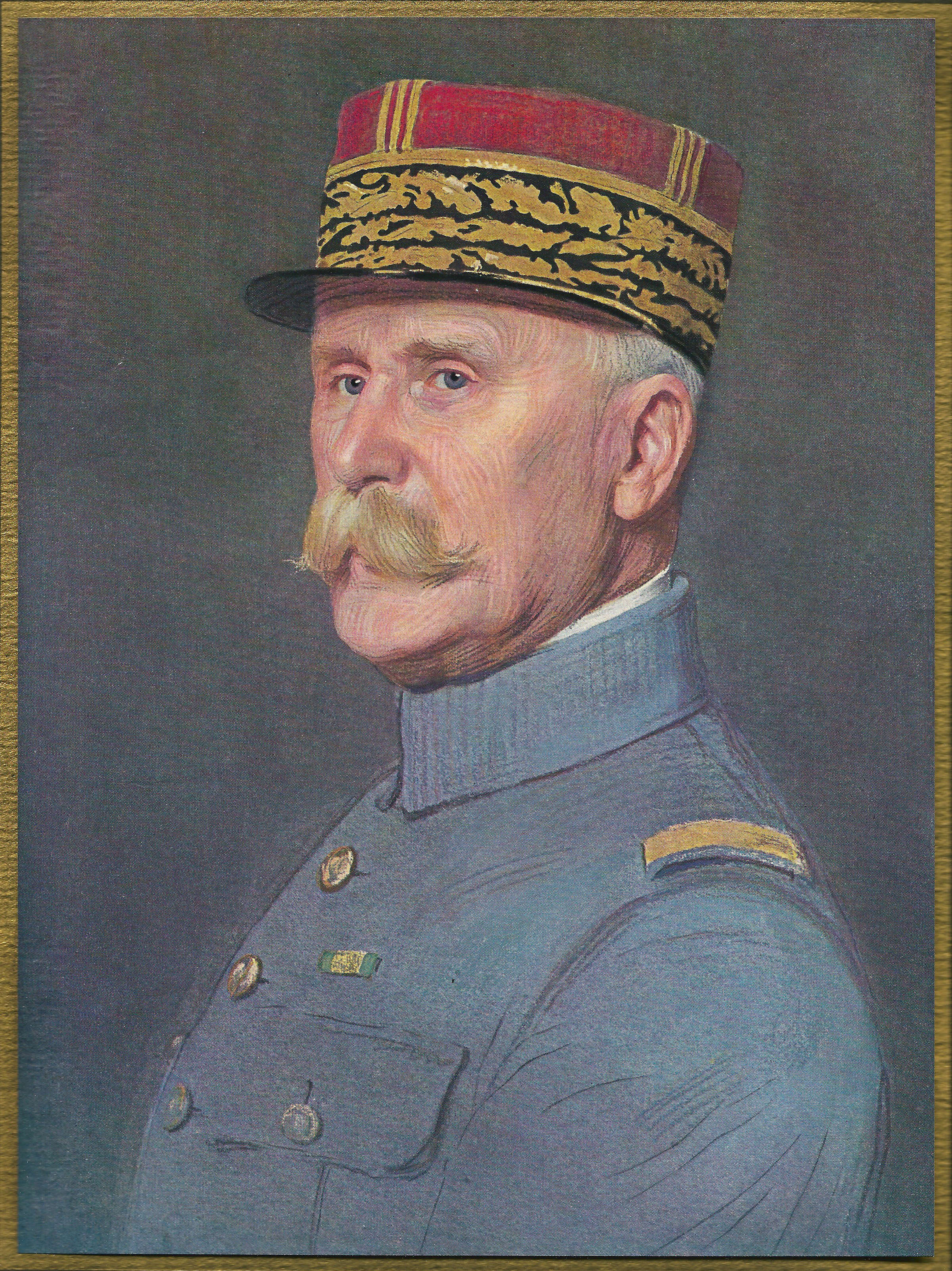
Філіпп Петен

### Королівство Албанія (1939—1940)
- Ахмет Зогу

### Незалежна Держава Хорватія (1941—1943)
- Анте Павелич, прем'єр-міністр та Поглавнік у 1941—1945.
- Томіслав II, король.
- Нікола Мандич, прем'єр-міністр.
- Славко Кватерник, головнокомандувач Збройних сил Незалежної Держави Хорватія.

### Франція (1940—1942)
- Філіпп Петен — засновник так званого режиму Віші.
- П'єр Лаваль — прем'єр-міністр.
- Еме-Жозеф Дарнан — член французьких формувань СС.

### Словацька Республіка (1939—1945)
- Йозеф Тисо — президент держави.
- Войтех Тука — очільник уряду.
- Фердинанд Чатлош — міністр національної оборони та головнокомандувач збройними силами.
- Августин Малар — генерал 1-го класу (генерал-лейтенант), страчений за підозрою у причетності до Словацького національного повстання 1944.
- Ян Голіан — бригадний генерал.

## Сателіти Королівства Італія

### Королівство Албанія (1940—1943)
- Шефкет Верладжі, прем'єр-міністр.
- Тефік Мборья, Албанська фашистська партія
- Мідхат Фрашері, Бали Комбетар
- Абаз Купі діяч руху опору.

### Королівство Чорногорія (1941—1943)
- Секула Дрлевич, прем'єр-міністр.

## Сателіти Третього Рейху

### Протекторат Данії (1940—1945)
- Вернер Бест, цивільний адміністратор та один з керівників СС, обергруппенфюрер СС (1944).
- Ерік Скавеніус, прем'єр-міністр.
- Крістіан Педер Крюссінг очолював Вільний корпус СС «Данмарк».
- Крістіан Фредерік фон Шальбург очолював Вільний корпус СС «Данмарк».

### Провінція Любляна (1943—1945)
- Леон Рупнік, очільник уряду.

### Національний уряд Норвегії (1940—1945)
- Відкун Квіслінг займав пост міністра-президента окупованої німцями Норвегії.

### Уряд національного спасіння, Сербія (1941—1944)
- Милан Недич, очільник уряду.

## Сателіти Королівства Італія та Третього Рейху

### Грецька держава (1941—1944)
- Георгіос Цолакоглу, прем'єр-міністр країни.
- Константінос Логофетопулос, прем'єр-міністр країни.
- Іоанніс Ралліс, прем'єр-міністр країни.

## Сателіти Японської імперії

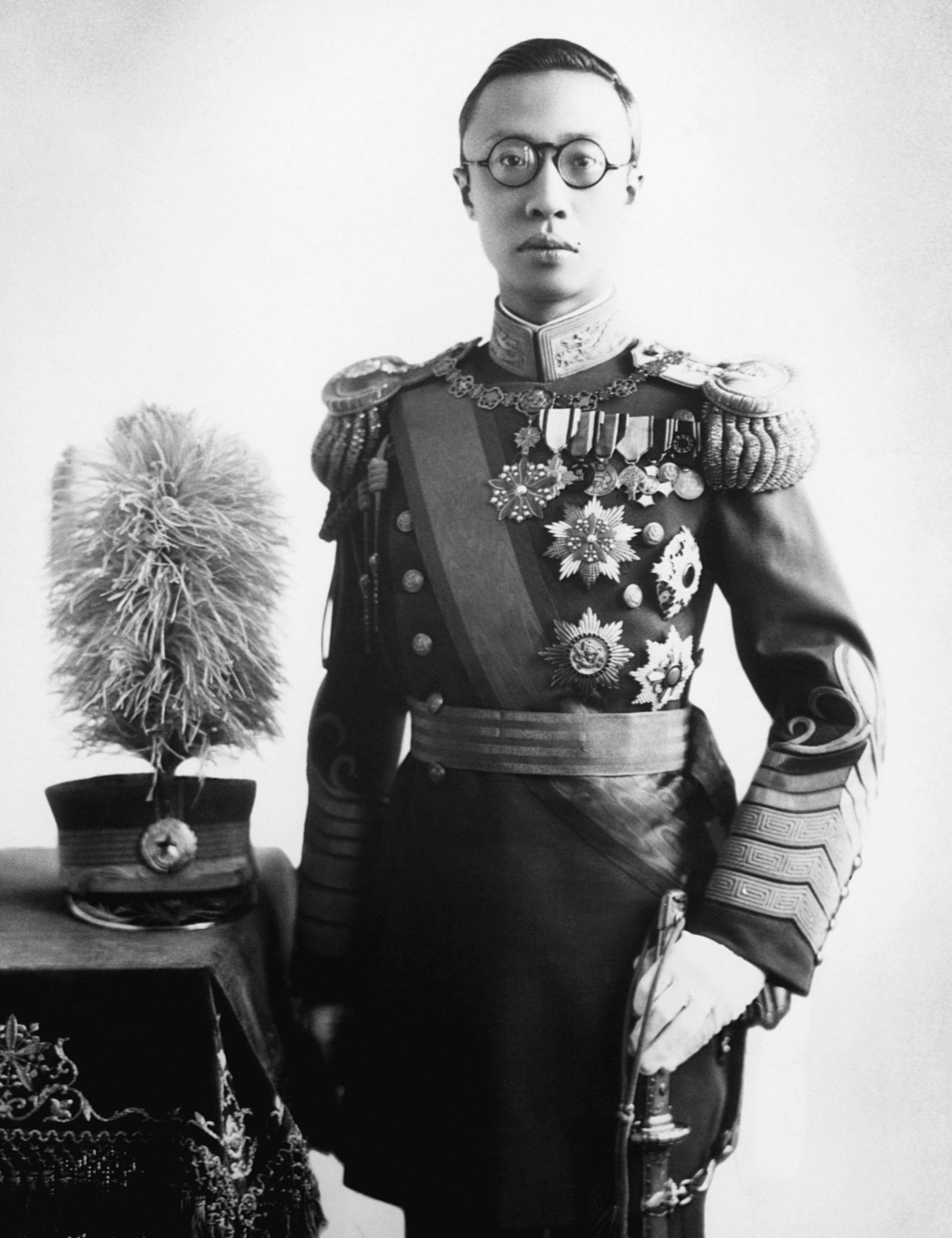
Пуї

### Бірма (1943—1945)
- Ба Мо, лідер.

### Королівство Камбоджа (1945)
- Сісоват Монівонг — король.
- Нородом Сіанук — король.

### Китай (1940—1945)
- Ван Цзінвей, голова держави.
- Чень Гунбо
- Чжоу Фохай

### Уряд Індії (1943—1945)
- Субхаш Чандра Бос, лідер держави.

### Королівство Лаос (1945)
- Петсарат, прем'єр-міністр у 1942—1945 та віце-король.

### Маньчжурська держава
- Пуї у 1934—1945.
- Чжан Цзінхуей, прем'єр-міністр.
- Сі Ця — міністр.
- Чжан Хайпен, генерал Імперської армії.

### Менцзян
- Дэмчигдонров
- Лі Шоусінь

### Друга Філіппінська республіка (1943—1945)
- Хосе Лаурель, президент.

### В'єтнамська імперія (1945)
- Бао Дай — останній імператор В'єтнаму, 13-й імператор династії Нгуен, правитель прояпонської маріонеткової держави В'єтнамська імперія.
- Тран Трон Кім, прем'єр-міністр.